# 버이더후녀드성

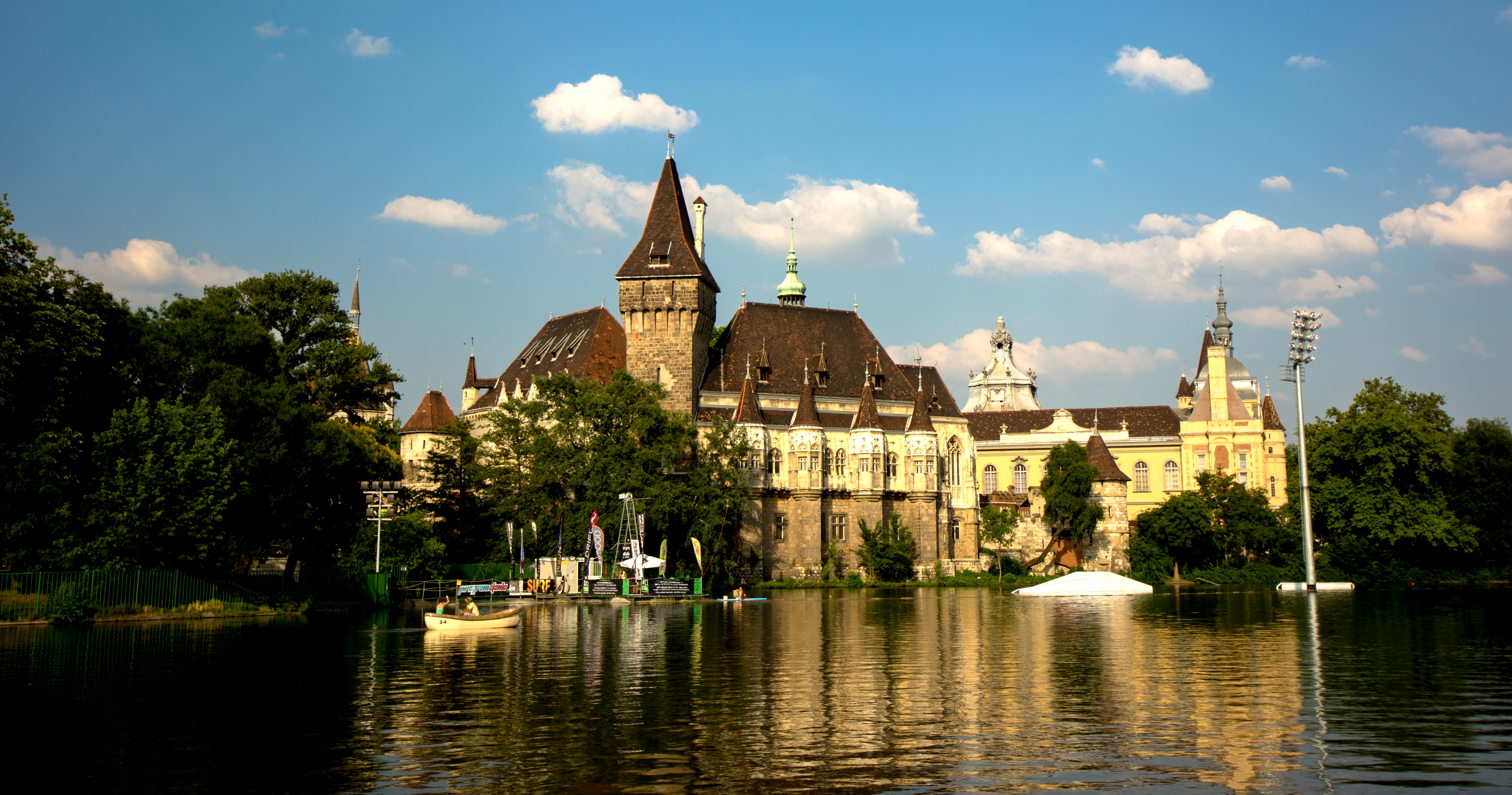
버이더후녀드성

버이더후녀드성(헝가리어: Vajdahunyad vára)은 헝가리 부다페스트 버로슬리게트에 위치한 성이다. 895년 헝가리인에 의한 판노니아 평원 정복 1,000주년을 기념하여 1896년에 지어졌다. 이그나크 알포르에 의해 설계되었다. 1904년부터 1908년까지 재건하였다.
지금은 헝가리 농업박물관으로 사용되고 있다.